# James Hong
James Hong, född 22 februari 1929 i Minneapolis, Minnesota, är en amerikansk skådespelare med kinesiskt påbrå. Hong har medverkat i drygt 330 TV- och filmproduktioner. Han har även regisserat och producerat.
Hong har haft småroller i en rad TV-serier, bland andra Bröderna Cartwright, Mannen från UNCLE, Hawaii Five-O, Cannon, San Francisco, Charlies änglar, Par i hjärter, Lödder, Dallas, Dynastin, Maktkamp på Falcon Crest, Miami Vice, Seinfeld, MacGyver, Förhäxad och Bones.

## Filmografi (urval)
- 1960 – Bröderna Cartwright (TV-serie)
- 1965–1966 – Mannen från UNCLE (TV-serie)
- 1969–1974 – Hawaii Five-O (TV-serie)
- 1975 – Cannon, avsnitt The Melted Man (gästroll i TV-serie)
- 1976 – San Francisco (TV-serie)
- 1978 – Charlies änglar, avsnitt Angels in Vegas (gästroll i TV-serie)
- 1979 – Par i hjärter, avsnitt The Man with the Jade Eyes (gästroll i TV-serie)
- 1981 – Lödder, avsnitt #4.12 (gästroll i TV-serie)
- 1981 – Dallas, avsnitt  Ewing-Gate (gästroll i TV-serie)
- 1982 – Blade Runner
- 1983 – Dynastin (TV-serie)
- 1983 – Maktkamp på Falcon Crest (TV-serie)
- 1984 – Saknad i strid
- 1986 – The Golden Child
- 1986–1991 – MacGyver (TV-serie) (olika gästroller)
- 1987 – Miami Vice, avsnitt The Rising Sun of Death (gästroll i TV-serie)
- 1989 – Tango & Cash
- 1990 – Släkten är värst
- 1991 – Seinfeld, avsnitt The Chinese Restaurant (gästroll i TV-serie)
- 1994 – The Shadow
- 1998 – Mulan (röst)
- 2001 – Förhäxad, avsnitt Enter the Demon (gästroll i TV-serie)
- 2003 – True Crime: Streets of LA (röst i datorspel)
- 2007 – Def Jam: Icon (röst i datorspel)
- 2007 – Bones, avsnitt The Boneless Bride in the River (gästroll i TV-serie)
- 2007 – Balls of Fury
- 2008 – Kung Fu Panda (röst)
- 2010 – Diablo III (röst i datorspel)
- 2011 – Kung Fu Panda 2 (röst)
- 2012 – Diablo III (röst i datorspel)
- 2012 – Sleeping Dogs (röst i datorspel)
- 2012 – Call of Duty: Black Ops II (röst i datorspel)
- 2013 – R.I.P.D.
- 2016 – Kung Fu Panda 3 (röst)
- 2018 – The Last Sharknado: It's About Time
- 2022 – Everything Everywhere All at Once
- 2023 – American Born Chinese (TV-serie)